# Droga wojewódzka 338
Die Droga wojewódzka 338 (DW 338) ist eine 39 Kilometer lange Droga wojewódzka (Woiwodschaftsstraße) in der polnischen Woiwodschaft Niederschlesien, die die Droga krajowa 36 in Wińsko mit der Droga krajowa 94 in Kawice verbindet. Die Strecke liegt im Powiat Wołowski und im Powiat Legnicki.

## Streckenverlauf
Woiwodschaft Niederschlesien, Powiat Wołowski
-  Wińsko (Winzig) (DK 36)
- Chwałkowice
- Baszyn
- Domanice
-  Moczydlnica Dworska (Herrnmotschelnitz) (DW 334)
- Bożeń
- Stary Wołów (Alt Wohlau)
-  Wołów (Wohlau) (DW 339, DW 340)
- Mojęcice (Mondschütz)
- Zagórzyce
- Rataje (Rathau)
-  Prawików (Praukau) (DW 341)
- Lubiąż (Leubus)

Woiwodschaft Niederschlesien, Powiat Legnicki
-  Kawice (Koitz) (DK 94)